# 亞歷山德克斯·考納
亞歷山德克斯·考納（1988年1月19日—）是一位拉脫維亞足球運動員。在場上的位置是中場。他現在效力於俄羅斯足球超級聯賽球隊莫斯科中央陸軍足球俱樂部。他也代表拉脫維亞國家足球隊參加比賽。